# Разсадин, Иван Петрович
Иван Петрович Разсадин (в ряде источников Рассадин; 1832—1884) — русский педагог, публицист и переводчик.

## Биография
Иван Разсадин родился в 1832 году в Москве в семье московского мещанина. Общее образование получил во Второй Московской гимназии, по окончании курса в которой, в 1852 году, поступил в Императорский Московский университет, на историко-филологический факультет, откуда вышел в 1856 году со званием действительного студента.
22 ноября 1858 года И. П. Разсадин был определен преподавателем русского языка во 2-ю Московскую гимназию, где находился до 22 августа 1861 года; затем он служил в гимназиях Кавказского учебного округа (с 1877 года — в Эриванской прогимназии), был учителем в 3-й военной гимназии в Москве (позднее Московский 3-й кадетский корпус) и учителем Школы садоводства на даче Студенец до 1881 года, когда вышел в отставку и занялся частными уроками и литературой.
Согласно «РБСП», Иван Петрович Разсадин был разносторонне образован, обладал обширными познаниями в русской, классической и новых западно-европейских литературах; прекрасно знал, кроме древних языков, французский, немецкий, английский, итальянский и некоторые славянские наречия. Разсадин сотрудничал с газетами «Русские ведомости», «Русский курьер», где в 1879 году, в день годовщины смерти профессора T. H. Грановского, он, воспитанник и поклонник профессора, поместил горячий и глубоко прочувствованный фельетон под заглавием: «На могиле наставника», в котором с любовью вспоминает о славной эпохе ИМУ, созданной знаменитым профессором; также помещал иногда статьи в журнале «Русской мысли» и других изданиях, отвечавших его честным, прямым взглядам и убеждениям, неспособным ни на какие компромиссы.
Кроме этого, перу И. Разсадина принадлежат следующие труды: «Физиономика и френология», перевод с немецкого, М. 1870 г.; «Александр Сергеевич Пушкин», М. 1880 г., 40 стр.; «Бальзак», статья Г. Брандеса («Русская мысль» 1881 г., книга 6); «Лессинг и его время», сочинение Куно-Фишера, М. 1883 г., перевод с немецкого; «Гамбургская драматургия», сочинение Лессинга, перевод с немецкого, М. 1883 г.; «Возрождение классической древности, или первый век гуманизма», сочинение Фойгта, перевод с немецкого, М. 1884 года, 2 тома (в предисловии был помещён некролог Pазсадина, написанный профессором Стороженко).
Иван Петрович Разсадин скончался 20 июня (2 июля) 1884 года в родном городе.